# Saison 2 de Heartland
Chronologie
Saison 1 Saison 3
Cet article présente les épisodes de la deuxième saison de la série télévisée familiale Heartland.

## Distribution

### Acteurs principaux
- Amber Marshall (VF : Isabelle Volpe ; VQ : Elisabeth Forest) : Amy Fleming
- Graham Wardle (VF : Franck Tordjman ; VQ : Nicolas Charbonneaux-Collombet) : Ty Borden
- Michelle Morgan (VF : Karine Pinoteau ; VQ : Manon Arsenault) : Lou Fleming
- Shaun Johnston (VF : Patrick Béthune ; VQ : Sylvain Hétu) : Jack Bartlett
- Chris Potter (VF : Antoine Tomé ; VQ : Daniel Picard) : Tim Fleming

#### Acteurs récurrents
- Jessica Amlee (VF : Marie Diot ; VQ : Eloisa Cervantes) : Mallory Wells
- Cindy Busby (VF : Marie Diot ; VQ : Catherine Lavoie) : Ashley Stanton
- Greta Onieogou (VF : Céline Melloul) : Soraya Duval
- Wanda Cannon (VF : Coco Noël ; VQ : Élise Bertrand) : Val Stanton
- Jessica Steen (VF : Véronique Viel ; VQ : Catherine Hamann) : Lisa Stillman
- Nathaniel Arcand (VF : Pascal Casanova ; VQ : Frédéric Lavallée) : Scott Cardinal
- Gabriel Hogan (VF : François Vincentelli ; VQ : Maël Davan-Soulas) : Peter Morris
- Kerry James (VF : Frédéric Popovic ; VQ : Xavier Dolan) : Caleb O'Dell

### Épisode 1:Le Cheval fantôme
- Canada : 5 octobre 2008
- France : date inconnue

### Épisode 2:Le Laisser partir
- Canada : 12 octobre 2008

### Épisode 3:Le Cadeau
- Canada : 19 octobre 2008
- France :

- Stephen Amell : Nick Harwell
- Tammy Isbell : Jess Wells

### Épisode 4:Danse dans la nuit
- Canada : 26 octobre 2008

### Épisode 5:Cow-girls new-yorkaises
- Canada : 2 novembre 2008

### Épisode 6:Tenir bon!
- Canada : 9 novembre 2008

- Stephen Amell : Nick Harwell

### Épisode 7:Les Reines du rodéo
- Canada : 16 novembre 2008

### Épisode 8:La Fin de l'été
- Canada : 29 novembre 2008

### Épisode 9:L'Épreuve
- Canada : 7 décembre 2008

### Épisode 10:La Vérité
- Canada : 4 janvier 2009

### Épisode 11:Ébloui!
- Canada : 11 janvier 2009

### Épisode 12:La Séparation
- Canada : 18 janvier 2009

### Épisode 13:Mouvements sismiques
- Canada : 8 février 2009

### Épisode 14:Agir ou mourir
- Canada : 15 février 2009

### Épisode 15:Le Hudson derby
- Canada : 1er mars 2009

### Épisode 16:Des liens qui se tissent
- Canada : 8 mars 2009

### Épisode 17:Tour complet
- Canada : 15 mars 2009

### Épisode 18:Pas à pas
- Canada : 22 mars 2009